# Padelle
 (janvier 2015).
La Padelle est un cours d'eau situé en France, dans le département de l'Ardèche en région Auvergne-Rhône-Alpes. Il est un affluent du fleuve la Loire.

## Géographie
La Padelle prend sa source sur la commune de Sagnes-et-Goudoulet dans l'Ardèche.
Longue de 12,5 kilomètres, elle se jette dans la Loire au niveau d'Usclades-et-Rieutord. C'est le deuxième affluent d'importance de la Loire après l'Aigue Nègre.